# Počet obyvatel
Počet obyvatel je počet lidí, kteří na daném území trvale nebo dlouhodobě bydlí. V srpnu 2025 žilo na celém světě skoro 8 240 milionů lidí, tj. 8,24 miliard lidí. Někdy se označuje pojmem lidnatost, který však také může znamenat hustota zalidnění.

## Rozdíl mezi pobytem a občanstvím
Rozlišuje se mezi obyvatelem a občanem. Počet obyvatel je teoreticky možné určovat k libovolně vymezenému území, třeba i bez ohledu na hranice katastrálních území, územně samosprávných celků, států atd. Občanství se vztahuje pouze ke konkrétním státům nebo samosprávným celkům (jimiž v České republice jsou obec a kraj). Občané mají zvláštní práva a povinnosti, například pasivní a aktivní volební právo.
Státní občanství není ve většině států na místo trvalého pobytu ani faktického bydliště bezprostředně vázáno. Jednotlivé státy stanoví ve svých zákonech, jako jsou podmínky pro získání státního občanství a občanství nižších samosprávných celků. Zpravidla jednou z podmínek bývá pobyt nejméně po určitou stanovenou dobu. Občan určitého státu však zpravidla získává občanství určité obce či jiného samosprávného celku v rámci tohoto státu ihned dnem přihlášení k trvalému pobytu na území takového celku.

## Sledování počtu obyvatel v Česku

### Dvojí údaje
V České republice oficiálně sleduje počet obyvatel a další ukazatele Český statistický úřad a paralelně i Ministerstvo vnitra ČR. Údaje Českého statistického úřadu se mnohdy značně liší od údajů vyplývajících z oficiálního Informačního systému evidence obyvatel (ISEO). K 1. lednu 2005 evidoval ISEO MV ČR o 239 066 obyvatel ČR, tj. asi o 2 % více než ČSÚ, k 1. lednu 2006 činil tento rozdíl již jen 227,4 tisíc obyvatel.

### Centrální evidence obyvatel
Centrální evidence obyvatel podle trvalého pobytu, kterou dnes vede Ministerstvo vnitra ČR, byla zavedena v roce 1980, kdy při sčítání lidu celá populace vyplnila registrační lístky. Ty vytvořily základ evidence, který byl později různými způsoby aktualizován a doplňován. Dnes je tato evidence vedena v podobě Informačního systému evidence obyvatel (ISEO), podle zákona č. 133/2000 Sb., o evidenci obyvatel a rodných číslech.
V ISEO zůstávaly v řádech desítek tisíc zemřelé osoby. To se ukázalo zejména v 90. letech, když byly podle této evidence zpracovány seznamy voličů. Předpokládají se také zpracovatelské chyby, například u obcí se stejnými názvy.

### Statistická evidence
Údaje ČSÚ vycházejí pouze z údajů získaných při sčítáních lidu opakovaných jednou za 10 let, které jsou průběžně v jednoročním intervalu korigovány statistickými údaji o narozeních, úmrtích a změnách hlášení k pobytu. Povinná anonymizace statistických údajů znemožňuje dohledávání chyb a nepřesností. ČSÚ počítá s tím, že se při sčítání nepodaří podchytit všechny obyvatele, přičemž 98% úplnost by byla považována za velmi vysokou. Celkový počet nesečtených osob se odhaduje na 130–150 tisíc, z toho 80–100 tisíc připadá na cizince s dlouhodobým pobytem.
Statistická evidence je zkreslena i tím, že mnohé obecní úřady neplnily či neplní vůči ČSÚ ohlašovací povinnost, což se stávalo zejména v letech 2002–2004. Od roku 2005 ČSÚ začal údaje o stěhování elektronicky přebírat z ISEO.

### Osoby bydlící mimo území svého státu
Metodika ČSÚ podle mezinárodních doporučení pro sčítání obyvatel do počtu obyvatel nezahrnuje osoby, které odjely do zahraničí na dobu delší než 12 měsíců, a naopak započítává cizince, kteří déle než 12 měsíců žijí na území České republiky. Začátkem roku 2009 mělo být schváleno Nařízení Rady EU, na jehož základě měla být tato zásada pro země EU závazná.
V roce 2001 byli poprvé do výsledků zahrnuti i cizinci s „dlouhodobým pobytem“, tj. na základě víza nad 90 dnů podle zákona č. 326/1999 Sb., o pobytu cizinců na území ČR, avšak z porovnání s údaji cizinecké policie vyplývá, že značná část těchto cizinců sčítání unikla. Významná lokální zkreslení mohou způsobit například cizinci, kteří se k pobytu v České republice hlásí formálně kvůli možnosti získání řidičského oprávnění a v evidenci již zůstanou natrvalo – tímto způsobem stoupl evidovaný počet obyvatel jedné obce na Strakonicku, která má fakticky asi 64 obyvatel, v ISEO na 380.
Naopak se zvyšuje počet občanů ČR, kteří se trvale zabydlili v zahraničí, ale v ISEO zůstaly evidované jako obyvatelé ČR – v roce 2006 byl jejich počet odhadován asi na 130–150 tisíc.
Mnohá zkreslení jsou dána neúplností údajů zprostředkovaných cizineckou policií.

### Rozpočtové určení daní
Pro rozpočtové určení daní obcím je podle zákona č. 243/2000 Sb. směrodatný počet obyvatel uvedený ve výroční bilanci ČSÚ k 1. lednu každého roku. Procentní podíl jednotlivých obcí na výnosu daní pak na základě těchto údajů a příslušnosti obcí do velikostních kategorií vyhlašuje Ministerstvo vnitra ČR každoročně vyhláškou s účinností od 1. září. S počtem obyvatel roste podíl na daňovém výnosu nikoliv přímou úměrou, ale značně progresivně, takže Praha dostává na jednoho svého obyvatele 7× větší podíl než nejmenší obce. Velká města si však sama hradí výdaje, které malým obcím hradí kraj nebo stát, například základní dopravní obslužnost.
Ústecký kraj v roce 2006 navrhl novelu zákona č. 243/2000 Sb., podle níž by pro určení podílu na daňovým výnosu byla směrodatná evidence ISEO. Předseda ČSÚ navrhovanou změnu podpořil, vláda se vyjádřila nesouhlasně. Poslanecká sněmovna 15. března 2006 při prvním čtení zkrátila lhůtu k projednání zákona o 30 dnů. Rozpočtový výbor 5. dubna 2006 přerušil projednávání a dosud (září 2008) nebyl zákon sněmovnou projednán. Podobný návrh v rámci připomínkových řízení k vyhláškám MV ČR už několik let každoročně podává i Český statistický úřad. Asi 65 % obcí má více obyvatel podle ISEO, asi 28 % obcí podle ČSÚ. Navrhovanou změnou zákona by podle ČSÚ byl snížen příjem z rozpočtového určení daní nejméně 40 % obcí. Na změně by vydělala především velká města.